# Stukas (banda)
Stukas es una banda de música rock formada en 1961 en La Felguera (Asturias). Sus componentes originales eran José Miguel García (voz), César Valdés (bajo), Manolito Antuña (guitarra solista), Enrique Álvarez (guitarra rítmica) y José Luis Menéndez (batería). En aquella época ganaron concursos como Rumbo a la Gloria de Oviedo.
En 1975 el grupo queda integrado por José Ramón Ordóñez (voz y armónica), Félix Sánchez (bajo), Carlos Martagón (guitarra), Lito Ferreira (teclado), José Luis Fernández (batería) y Adolfo Altable (saxofón). Es en 1981 cuando editan su primer trabajo "Hazañas Bélicas", que vendió 15.000 copias en un solo mes. Al año siguiente vuelven a grabar un nuevo LP, "De Rebaja". Cosechan mucho éxito en Asturias y otras provincias, actuando por toda España y en TVE en varias ocasiones. 
La formación fue con el paso de los años cambiando de componentes. En 1997 varios artistas, entre ellos Los Berrones y Víctor Manuel, editan un disco tributo a Stukas y se les concede la Medalla de Oro del concejo de Langreo. Al año siguiente falleció el saxofonista Adolfo Altable. En 2004, para la grabación de su último álbum hasta la fecha "A pesar de todo", la formación estaba compuesta por José Ramón Ordóñez (voz y armónica), Chus Rodríguez (bajo), Adrián Ordóñez (batería), Iván Menéndez (guitarra eléctrica y teclado) y Nacho Nistal (guitarra eléctrica).

## Integrantes

### Formación clásica (1975-1986)
- José Ramón Ordóñez (voz y armónica)
- Félix Sánchez (bajo)
- Carlos Martagón (guitarra)
- Lito Ferreira (teclado)
- José Luis Fernández (batería)
- Adolfo Altable (saxofón)

### Otros miembros
- José Miguel García (voz)
- José Luis Menéndez (batería)
- Jorge Maojo (guitarra acústica)
- Jesús Ruiz (guitarra acústica)
- César Valdés (bajo)
- Manolito Antuña (guitarra solista)
- Enrique Álvarez (guitarra rítmica)
- Cholo Juvacho (representante y voz)
- Rodolfo Dintén "Fini" (representante)
- Juan José Vega "Juancho" (batería)
- Chus Rodríguez (bajo)
- Aquilino Alonso (guitarra)
- Aurelio Cadenas (batería)
- Tony Vega (guitarra)
- Dani León (guitarra)
- César Blanco (teclado)
- Miguel Ogando (saxofón y percusión)
- Adrián Ordóñez (batería y voz)
- Iván Menéndez (guitarra y teclado)
- Nacho Nistal (guitarra)
- Javier Carrasco (teclado)
- Luis Miguel Cardín (teclado)

## Discografía
- Hazañas Bélicas (1981)
- De Rebaja (1982)
- El blues del pollito rojo (1983)
- No Dejar al Alcance de los Niños (1984)
- Tren de Perdedores (1986)
- Regalo de Cumpleaños (1989)
- 10 años y... (1991)
- Cuestión de Espacio (1993)
- Hazañas Bélicas y otros grandes éxitos (1994)
- Sudor negro (1999)
- Pasado y presente de un tiempo (2001)
- A pesar de todo (2004)